# První kategorie 1921/1922
Soutěžní ročník  Prima Categoria 1921/22 byl 21. ročník nejvyšší italské fotbalové ligy, který se konal od 2. října 1921 do 28. května 1922. Hrálo souběžně s šampionátem který se jmenoval Prima Divisione (První divize) konaný druhou federací Confederazione Calcistica Italiana (Italskou fotbalovou konfederací).

## Události

### Krize před sezonou
Během léta roku 1921 vznikl spor mezi Fotbalovou federací (FIGC) s většími kluby uvnitř ligy. Týmy požádaly o snížení počtu účastníků v Prima Categoria. Trenér Turína Vittorio Pozzo vypracoval plán pro vyhovění požadavkům týmů, avšak po hlasování nebyl plán přijat protože menší kluby se obávaly, že by zmizely, kdyby bylo takové snížení zavedeno.
Toto vedlo k vytvoření nové italské fotbalové federace, CCI (Confederazione Calcistica Italiana), to organizovalo šampionát souběžný s FIGC šampionátem. Toto oddělení však trvalo pouze jednu sezónu a následující léto přijalo FIGC snížení účastníků ligy.

### Během sezony
Vzorec byl následující. Celkem 47 klubů se utkalo o mistrovský titul, který pořádala Federace (FIGC). Byli rozděleny do šesti regionálních skupin. Nejvíce klubů bylo ve skupině Lombardie (16). Tady se kluby rozdělili ještě do čtyř skupin. Vítězové z regionálních skupin postoupili do dvou semifinálových skupin rozdělených po třech klubech. A vítězové těchto skupin měli odehrát dva zápasy o titul.
Celou situaci kolem rozepře mezi FIGC a CCI využili dva kluby co postoupili do finále. Kluby Novese a Sampierdarenese se probojovali do finále zcela zaslouženě. Klub Novese ani jednou v sezoně neprohrál a jeho soupeř Sampierdarenese prohrál jen jednou v semifinálové skupině. Finále se mělo hrát systémem doma-venku. Jenže oba zápasy skončili 0:0 a musel tak rozhodnout třetí zápas na neutrálním hřišti v Cremoně. Utkání skončilo 2:1, když se v prodloužení trefil Gambarotta. Soupeř si stěžoval na rozhodčího, který nevyloučil hráče Novese za úder pěstí na jejího hráče a tak 30 minut hrál v desíti (nemohlo se střídat). A tak se z prvního titulu radoval klub Novese, a zaznamenal tak největší úspěch.

## Účastníci

### Emilia
| Klub             | Město         | Stadion                | Trenér           |
| ---------------- | ------------- | ---------------------- | ---------------- |
| Capri            | Carpi         | Campo di San Nicolò    | Karl Hort        |
| Virtus Bolognese | Boloňa        | –                      | Technická komise |
| SPAL             | Ferrara       | Campo di Piazza d'Armi | Carlo Marchiandi |
| Mantovana        | Mantova       | Campo Ippodromo Te     | Technická komise |
| Parma            | Parma         | Piazza d'armi          | Riebe            |
| Piacenza         | Piacenza      | Campo Barriera Genova  | Technická komise |
| Reggiana         | Reggio Emilia | Stadio Mirabello       | Karl Stürmer     |

### Ligurie
| Klub            | Město          | Stadion                       | Trenér           |
| --------------- | -------------- | ----------------------------- | ---------------- |
| Bolzaneto       | Bolzaneto      | –                             | Technická komise |
| Rivarolese      | Janov          | Campo "Torbella"              | Technická komise |
| Spes            | Janov          | Campo di via del Piano        | Technická komise |
| Sampierdarenese | Sampierdarena  | Stadio di Villa Scassi        | Technická komise |
| Sestrese        | Sestri Ponente | Campo sportivo di via Tripoli | Technická komise |
| Speranza        | Savona         | –                             | Technická komise |

### Lombardie
| Klub            | Město         | Stadion                        | Trenér              |
| --------------- | ------------- | ------------------------------ | ------------------- |
| Atalanta        | Bergamo       | Stadium della Clementina       | Technická komise    |
| Casteggio       | Casteggio     | –                              | Technická komise    |
| Chiasso         | Chiasso       | Campo di Mornello a Maslianico | Technická komise    |
| Como            | Como          | Campo di via dei Mille         | Technická komise    |
| Cremonese       | Cremona       | Campo di via Persico           | Secondo Talamazzini |
| Enotria         | Milán         | Campo di via Colletta          | Technická komise    |
| Esperia         | Como          | Campo di via Milano            | Gustavo Carrer      |
| Juventus Italia | Milán         | Campo del "Bersaglio"          | Technická komise    |
| Libertas        | Milán         | Campo di via Bersaglio         | Technická komise    |
| Monza           | Monza         | Campo delle Grazie Vecchie     | Technická komise    |
| Pavia           | Pavia         | Stadium Pavese                 | Carlo Ratti         |
| Pro Patria      | Busto Arsizio | Stadium di via Valle Olona     | Technická komise    |
| Saronno         | Saronno       | Campo di via Milano            | Technická komise    |
| Stelvio         | Milán         | Campo di via Stelvio           | Technická komise    |
| Trevigliese     | Treviglio     | Campo di via Milano            | Technická komise    |
| Varese          | Varese        | Campo delle Bettole            | Technická komise    |

### Piemont
| Klub          | Město       | Stadion                    | Trenér           |
| ------------- | ----------- | -------------------------- | ---------------- |
| Biellese      | Biella      | Campo Sportivo Rivetti     | Technická komise |
| GC Cappuccini | Vercelli    | –                          | Technická komise |
| Novese        | Novi Ligure | Campo di Piazza d'Armi     | Technická komise |
| Pastore       | Turín       | Campo di corso Peschiera   | Technická komise |
| Torinese      | Turín       | Campo Stradale Stupinigi   | Technická komise |
| Valenzana     | Valenza     | Campo di Porta Alessandria | Technická komise |

### Toskánsko
| Klub                | Město     | Stadion                        | Trenér           |
| ------------------- | --------- | ------------------------------ | ---------------- |
| Florencie           | Florencie | Prato del Quercione            | Technická komise |
| Fiorentina Libertas | Florencie | Prato del Quercione            | Technická komise |
| Pro Livorno         | Livorno   | Campo di Villa Pellegrini      | Pietro Piselli   |
| Lucchese            | Lucca     | Campo di Marte                 | Technická komise |
| Prato               | Prato     | Campo fuori Porta al Serraglio | Technická komise |
| Viareggio           | Viareggio | Campo di villa Rigutti         | Technická komise |

### Benátsko
| Klub             | Město   | Stadion                         | Trenér           |
| ---------------- | ------- | ------------------------------- | ---------------- |
| Bentegodi Verona | Verona  | Campo di piazza Cittadella      | Technická komise |
| Legnaghese       | Legnago | –                               | Technická komise |
| Petrarca         | Padova  | Stadio Tre Pini                 | Technická komise |
| Schio            | Schio   | Campo Pasubio                   | Technická komise |
| Treviso          | Treviso | Campo di Santa Maria del Rovere | Technická komise |
| Udinese          | Udine   | Campo di viale Venezia          | Technická komise |

## Kvalifikační skupiny

### Emilia

#### Skupina A
| Poř. | Tým       | Z | V | R | P | VG | OG | B |
| ---- | --------- | - | - | - | - | -- | -- | - |
| 1.   | Piacenza  | 4 | 2 | 2 | 0 | 10 | 4  | 6 |
| 2.   | Parma     | 4 | 2 | 1 | 1 | 6  | 4  | 5 |
| 3.   | Mantovana | 4 | 0 | 1 | 3 | 3  | 11 | 1 |

|  | Postup do Finále regionu |

Poznámky
- Z = Odehrané zápasy; V = Vítězství; R = Remízy; P = Prohry; VG = Vstřelené góly; OG = Obdržené góly; B = Body
- za výhru 2 body, za remízu 1 bod, za prohru 0 bodů.

##### Výsledková tabulka
|           | Mantovana | Parma | Piacenza |
| --------- | --------- | ----- | -------- |
| Mantovana | –         | 1:2   | 2:2      |
| Parma     | 2:0       | –     | 2:2      |
| Piacenza  | 5:0       | 1:0   | –        |

#### Skupina B
| Poř. | Tým              | Z | V | R | P | VG | OG | B  |
| ---- | ---------------- | - | - | - | - | -- | -- | -- |
| 1.   | Virtus Bolognese | 6 | 2 | 3 | 1 | 8  | 4  | 7  |
| 2.   | SPAL             | 6 | 1 | 4 | 1 | 4  | 1  | 6* |
| 3.   | Carpi            | 6 | 2 | 2 | 2 | 5  | 4  | 6* |
| 4.   | Reggiana         | 6 | 2 | 1 | 3 | 5  | 13 | 5  |

|  | Postup do Finále regionu |

Poznámky
- Z = Odehrané zápasy; V = Vítězství; R = Remízy; P = Prohry; VG = Vstřelené góly; OG = Obdržené góly; B = Body
- za výhru 2 body, za remízu 1 bod, za prohru 0 bodů.
- kluby SPAL a Carpi odehráli dva zápasy o umístění.

##### Výsledková tabulka
|           | Carpi | Reggiana | SPAL | Bolognese |
| --------- | ----- | -------- | ---- | --------- |
| Carpi     | –     | 3:1      | 0:0  | 2:1       |
| Reggiana  | 1:0   | –        | 1:0  | 0:4       |
| SPAL      | 0:0   | 4:0      | –    | 0:0       |
| Bolognese | 1:0   | 2:2      | 0:0  | –         |

##### Dodatečné zápasy
| 1. zápas 8. leden 1922 | Carpi | 1 – 1 | SPAL | Casteggio |  |  |
|                        |       |       |      |           |  |  |
|                        |       |       |      |           |  |  |

| 2. zápas 15. leden 1922 | Carpi | 1 – 3 | SPAL | Boloňa |  |  |
|                         |       |       |      |        |  |  |
|                         |       |       |      |        |  |  |

- Carpi postoupil do finále regionu Emilia.

#### Finále regionu Emilia
| Poř. | Tým              | Z | V | R | P | VG | OG | B |
| ---- | ---------------- | - | - | - | - | -- | -- | - |
| 1.   | SPAL             | 6 | 3 | 3 | 0 | 12 | 5  | 9 |
| 2.   | Virtus Bolognese | 6 | 3 | 2 | 1 | 10 | 5  | 8 |
| 3.   | Parma            | 6 | 1 | 2 | 3 | 8  | 13 | 4 |
| 4.   | Piacenza         | 6 | 1 | 1 | 4 | 7  | 14 | 3 |

|  | Postup do semifinále mistrovství |

Poznámky
- Z = Odehrané zápasy; V = Vítězství; R = Remízy; P = Prohry; VG = Vstřelené góly; OG = Obdržené góly; B = Body
- za výhru 2 body, za remízu 1 bod, za prohru 0 bodů.

##### Výsledková tabulka
|           | Bolognese | Parma | Piacenza | SPAL |
| --------- | --------- | ----- | -------- | ---- |
| Bolognese | –         | 3:0   | 2:0      | 1:1  |
| Parma     | 2:2       | –     | 4:1      | 2:2  |
| Piacenza  | 1:2       | 3:0   | –        | 2:2  |
| SPAL      | 1:0       | 2:0   | 4:0      | –    |

### Ligurie
| Poř. | Tým             | Z  | V | R | P | VG | OG | B  |
| ---- | --------------- | -- | - | - | - | -- | -- | -- |
| 1.   | Sampierdarenese | 10 | 8 | 2 | 0 | 25 | 7  | 18 |
| 2.   | Speranza        | 10 | 5 | 2 | 3 | 17 | 17 | 12 |
| 3.   | Rivarolese      | 10 | 4 | 2 | 4 | 13 | 13 | 10 |
| 4.   | Sestrese        | 10 | 3 | 2 | 5 | 17 | 13 | 8  |
| 5.   | Spes            | 10 | 3 | 1 | 6 | 11 | 20 | 7  |
| 6.   | Bolzaneto       | 10 | 2 | 1 | 7 | 9  | 22 | 5  |

|  | Postup do semifinále mistrovství |

Poznámky
- Z = Odehrané zápasy; V = Vítězství; R = Remízy; P = Prohry; VG = Vstřelené góly; OG = Obdržené góly; B = Body
- za výhru 2 body, za remízu 1 bod, za prohru 0 bodů.

#### Výsledková tabulka
|                 | Bolzaneto | Rivarolese | Sampierdarenese | Speranza | Sestrese | Spes |
| --------------- | --------- | ---------- | --------------- | -------- | -------- | ---- |
| Bolzaneto       | –         | 0:2        | 1:4             | 1:2      | 0:5      | 3:0  |
| Rivarolese      | 1:0       | –          | 2:2             | 1:2      | 0:0      | 2:0  |
| Sampierdarenese | 5:1       | 3:1        | –               | 2:0      | 1:0      | 2:1  |
| Speranza        | 2:1       | 4:2        | 0:0             | –        | 1:1      | 3:0  |
| Sestrese        | 0:1       | 1:2        | 1:4             | 5:0      | –        | 2:4  |
| Spes            | 1:1       | 1:0        | 0:2             | 4:3      | 0:2      | –    |

### Lombardie

#### Skupina A
| Poř. | Tým     | Z | V | R | P | VG | OG | B |
| ---- | ------- | - | - | - | - | -- | -- | - |
| 1.   | Como    | 6 | 4 | 1 | 1 | 20 | 8  | 9 |
| 2.   | Chiasso | 6 | 2 | 4 | 0 | 11 | 5  | 8 |
| 3.   | Saronno | 6 | 2 | 2 | 2 | 7  | 8  | 6 |
| 4.   | Varese  | 6 | 0 | 1 | 5 | 7  | 24 | 1 |

|  | Postup do finále regionu Lombardie |

Poznámky
- Z = Odehrané zápasy; V = Vítězství; R = Remízy; P = Prohry; VG = Vstřelené góly; OG = Obdržené góly; B = Body
- za výhru 2 body, za remízu 1 bod, za prohru 0 bodů.

##### Výsledková tabulka
|         | Chiasso | Como | Saronno | Varese |
| ------- | ------- | ---- | ------- | ------ |
| Chiasso | –       | 2:0  | 0:0     | 4:0    |
| Como    | 2:2     | –    | 4:1     | 7:2    |
| Saronno | 1:1     | 0:1  | –       | 4:2    |
| Varese  | 2:2     | 1:6  | 0:1     | –      |

#### Skupina B
| Poř. | Tým         | Z | V | R | P | VG | OG | B  |
| ---- | ----------- | - | - | - | - | -- | -- | -- |
| 1.   | Cremonese   | 6 | 4 | 2 | 0 | 18 | 4  | 10 |
| 2.   | Trevigliese | 6 | 3 | 1 | 2 | 9  | 10 | 7  |
| 3.   | Atalanta    | 6 | 3 | 0 | 3 | 9  | 14 | 6  |
| 4.   | Stelvio     | 6 | 0 | 1 | 5 | 5  | 13 | 1  |

|  | Postup do finále regionu Lombardie |

Poznámky
- Z = Odehrané zápasy; V = Vítězství; R = Remízy; P = Prohry; VG = Vstřelené góly; OG = Obdržené góly; B = Body
- za výhru 2 body, za remízu 1 bod, za prohru 0 bodů.

##### Výsledková tabulka
|             | Atalanta | Cremonese | Stelvio | Trevigliese |
| ----------- | -------- | --------- | ------- | ----------- |
| Atalanta    | –        | 1:2       | 3:2     | 3:2         |
| Cremonese   | 7:0      | –         | 1:1     | 5:2         |
| Stelvio     | 0:2      | 0:3       | –       | 1:2         |
| Trevigliese | 1:0      | 0:0       | 2:1     | –           |

#### Skupina C
| Poř. | Tým             | Z | V | R | P | VG | OG | B  |
| ---- | --------------- | - | - | - | - | -- | -- | -- |
| 1.   | Enotria         | 6 | 4 | 2 | 0 | 12 | 7  | 10 |
| 2.   | Monza           | 6 | 2 | 1 | 3 | 10 | 11 | 5  |
| 3.   | Juventus Italia | 6 | 2 | 1 | 3 | 9  | 12 | 5  |
| 4.   | Casteggio       | 6 | 2 | 0 | 4 | 8  | 9  | 4  |

|  | Postup do finále regionu Lombardie |

Poznámky
- Z = Odehrané zápasy; V = Vítězství; R = Remízy; P = Prohry; VG = Vstřelené góly; OG = Obdržené góly; B = Body
- za výhru 2 body, za remízu 1 bod, za prohru 0 bodů.

##### Výsledková tabulka
|                 | Casteggio | Enotria | Juventus Italia | Monza |
| --------------- | --------- | ------- | --------------- | ----- |
| Casteggio       | –         | 0:2     | 1:0             | 4:1   |
| Enotria         | 3:2       | –       | 1:0             | 1:1   |
| Juventus Italia | 2:1       | 3:3     | –               | 1:0   |
| Monza           | 1:0       | 1:2     | 6:3             | –     |

#### Skupina D
| Poř. | Tým        | Z | V | R | P | VG | OG | B |
| ---- | ---------- | - | - | - | - | -- | -- | - |
| 1.   | Esperia    | 6 | 3 | 1 | 2 | 8  | 4  | 7 |
| 2.   | Pavia      | 6 | 2 | 2 | 2 | 6  | 6  | 6 |
| 3.   | Pro Patria | 6 | 2 | 2 | 2 | 5  | 7  | 6 |
| 4.   | Libertas   | 6 | 2 | 1 | 3 | 5  | 7  | 5 |

|  | Postup do finále regionu Lombardie |

Poznámky
- Z = Odehrané zápasy; V = Vítězství; R = Remízy; P = Prohry; VG = Vstřelené góly; OG = Obdržené góly; B = Body
- za výhru 2 body, za remízu 1 bod, za prohru 0 bodů.

##### Výsledková tabulka
|            | Esperia | Libertas | Pavia | Pro Patria |
| ---------- | ------- | -------- | ----- | ---------- |
| Esperia    | –       | 1:0      | 2:0   | 4:1        |
| Libertas   | 2:1     | –        | 1:1   | 0:2        |
| Pavia      | 1:0     | 1:2      | –     | 2:0        |
| Pro Patria | 0:0     | 1:0      | 1:1   | –          |

#### Finálová skupina
| Poř. | Tým       | Z | V | R | P | VG | OG | B |
| ---- | --------- | - | - | - | - | -- | -- | - |
| 1.   | Esperia   | 6 | 4 | 1 | 1 | 11 | 6  | 9 |
| 2.   | Cremonese | 6 | 3 | 0 | 3 | 12 | 9  | 6 |
| 3.   | Como      | 6 | 2 | 1 | 3 | 7  | 8  | 5 |
| 4.   | Enotria   | 6 | 2 | 0 | 4 | 6  | 13 | 4 |

|  | Postup do finále mistrovství |

Poznámky
- Z = Odehrané zápasy; V = Vítězství; R = Remízy; P = Prohry; VG = Vstřelené góly; OG = Obdržené góly; B = Body
- za výhru 2 body, za remízu 1 bod, za prohru 0 bodů.
- Klub Esperia vyhrál regionální mistrovství.

##### Výsledková tabulka
|           | Como | Cremonese | Enotria | Esperia |
| --------- | ---- | --------- | ------- | ------- |
| Como      | –    | 2:0       | 4:1     | 0:3     |
| Cremonese | 2:0  | –         | 3:0     | 6:3     |
| Enotria   | 2:1  | 3:1       | –       | 0:2     |
| Esperia   | 0:0  | 1:0       | 2:0     | –       |

### Piemont

#### Skupina A
| Poř. | Tým           | Z | V | R | P | VG | OG | B  |
| ---- | ------------- | - | - | - | - | -- | -- | -- |
| 1.   | Novese        | 8 | 6 | 2 | 0 | 18 | 1  | 14 |
| 2.   | Torinese      | 8 | 3 | 3 | 2 | 7  | 9  | 9  |
| 3.   | Pastore       | 8 | 2 | 4 | 2 | 7  | 10 | 8  |
| 4.   | Valenzana     | 8 | 2 | 1 | 5 | 8  | 12 | 5  |
| 5.   | GC Cappuccini | 8 | 1 | 2 | 5 | 6  | 14 | 4  |
| 6.   | Biellese      | 0 | 0 | 0 | 0 | 0  | 0  | 0* |

|  | Postup do semifinále mistrovství |

Poznámky
- Z = Odehrané zápasy; V = Vítězství; R = Remízy; P = Prohry; VG = Vstřelené góly; OG = Obdržené góly; B = Body
- za výhru 2 body, za remízu 1 bod, za prohru 0 bodů.
- Klub Biellese na začátku listopadu se odhlásila z mistrovství FIGC a přestoupila do CCI, kde se zapsala do druhé divize (2. liga). Na jeho místo byl přijat klub Torinese, který se vrátil loajální k FIGC poté, co se původně připojil k CCI.

##### Výsledková tabulka
|               | GC Cappuccini | Novese | Pastore | Torinese | Valenzana |
| ------------- | ------------- | ------ | ------- | -------- | --------- |
| GC Cappuccini | –             | 0:2    | 2:2     | 1:1      | 2:0       |
| Novese        | 2:0           | –      | 4:0     | 2:0      | 1:0       |
| Pastore       | 1:0           | 0:0    | –       | 0:0      | 3:2       |
| Torinese      | 3:0           | 0:6    | 0:0     | –        | 2:0       |
| Valenzana     | 3:1           | 1:1    | 2:1     | 0:1      | –         |

### Toskánsko
| Poř. | Tým                 | Z  | V | R | P | VG | OG | B  |
| ---- | ------------------- | -- | - | - | - | -- | -- | -- |
| 1.   | Pro Livorno         | 10 | 7 | 1 | 2 | 20 | 8  | 15 |
| 2.   | Lucchese            | 10 | 5 | 3 | 2 | 25 | 10 | 13 |
| 3.   | Fiorentina Libertas | 10 | 5 | 2 | 3 | 11 | 15 | 12 |
| 4.   | Viareggio           | 10 | 5 | 1 | 4 | 18 | 16 | 11 |
| 5.   | Prato               | 10 | 1 | 3 | 6 | 11 | 18 | 5  |
| 6.   | Florencie           | 10 | 1 | 2 | 7 | 6  | 24 | 4  |

|  | Postup do semifinále mistrovství |

Poznámky
- Z = Odehrané zápasy; V = Vítězství; R = Remízy; P = Prohry; VG = Vstřelené góly; OG = Obdržené góly; B = Body
- za výhru 2 body, za remízu 1 bod, za prohru 0 bodů.

#### Výsledková tabulka
|                     | Florencie | Fiorentina Libertas | Lucchese | Prato | Pro Livorno | Viareggio |
| ------------------- | --------- | ------------------- | -------- | ----- | ----------- | --------- |
| Florencie           | –         | 0:1                 | 1:1      | 0:0   | 1:1         | 1:2       |
| Fiorentina Libertas | 2:0       | –                   | 0:0      | 1:1   | 1:0         | 2:0       |
| Lucchese            | 8:0       | 6:0                 | –        | 1:0   | 4:2         | 2:0       |
| Prato               | 3:0       | 0:3                 | 1:1      | –     | 0:2         | 1:3       |
| Pro Livorno         | 2:0       | 6:0                 | 2:0      | 3:1   | –           | 3:1       |
| Viareggio           | 3:1       | 3:1                 | 4:2      | 2:2   | 0:1         | –         |

### Benátsko
| Poř. | Tým              | Z  | V | R | P | VG | OG | B  |
| ---- | ---------------- | -- | - | - | - | -- | -- | -- |
| 1.   | Petrarca         | 10 | 6 | 2 | 2 | 19 | 14 | 14 |
| 2.   | Udinese          | 10 | 4 | 4 | 2 | 17 | 8  | 12 |
| 3.   | Bentegodi Verona | 10 | 3 | 3 | 4 | 24 | 17 | 9  |
| 4.   | Treviso          | 10 | 3 | 3 | 4 | 10 | 19 | 9  |
| 5.   | Legnaghese       | 10 | 2 | 4 | 4 | 11 | 15 | 8  |
| 6.   | Schio            | 10 | 2 | 4 | 4 | 12 | 20 | 8  |

|  | Postup do semifinále mistrovství |

Poznámky
- Z = Odehrané zápasy; V = Vítězství; R = Remízy; P = Prohry; VG = Vstřelené góly; OG = Obdržené góly; B = Body
- za výhru 2 body, za remízu 1 bod, za prohru 0 bodů.

#### Výsledková tabulka
|                  | Bentegodi Verona | Legnaghese | Petrarca | Schio | Treviso | Udinese |
| ---------------- | ---------------- | ---------- | -------- | ----- | ------- | ------- |
| Bentegodi Verona | –                | 1:2        | 1:1      | 3:1   | 8:1     | 0:3     |
| Legnaghese       | 3:2              | –          | 1:2      | 2:2   | 1:2     | 0:0     |
| Petrarca         | 3:2              | 2:0        | –        | 5:2   | 2:0     | 2:1     |
| Schio            | 0:4              | 1:1        | 2:1      | –     | 2:1     | 1:1     |
| Treviso          | 1:1              | 1:1        | 0:0      | 2:1   | –       | 2:1     |
| Udinese          | 2:2              | 2:0        | 0:0      | 5:1   | 2:0     | –       |

## Semifinálové skupiny

### Skupina A
| Poř. | Tým         | Z | V | R | P | VG | OG | B |
| ---- | ----------- | - | - | - | - | -- | -- | - |
| 1.   | Novese      | 4 | 3 | 1 | 0 | 12 | 4  | 7 |
| 2.   | Petrarca    | 4 | 1 | 2 | 1 | 5  | 5  | 4 |
| 3.   | Pro Livorno | 4 | 0 | 1 | 3 | 3  | 11 | 1 |

|  | Postup do finále mistrovství |

Poznámky
- Z = Odehrané zápasy; V = Vítězství; R = Remízy; P = Prohry; VG = Vstřelené góly; OG = Obdržené góly; B = Body
- za výhru 2 body, za remízu 1 bod, za prohru 0 bodů.

#### Výsledková tabulka
|             | Novese | Petrarca | Pro Livorno |
| ----------- | ------ | -------- | ----------- |
| Novese      | –      | 1:1      | 3:0         |
| Petrarca    | 1:3    | –        | 1:1         |
| Pro Livorno | 2:5    | 0:2      | –           |

### Skupina B
| Poř. | Tým             | Z | V | R | P | VG | OG | B  |
| ---- | --------------- | - | - | - | - | -- | -- | -- |
| 1.   | Sampierdarenese | 4 | 2 | 1 | 1 | 4  | 3  | 5* |
| 2.   | SPAL            | 4 | 2 | 1 | 1 | 8  | 7  | 5* |
| 3.   | Esperia         | 4 | 0 | 2 | 2 | 6  | 8  | 2  |

|  | Postup do finále mistrovství |

Poznámky
- Z = Odehrané zápasy; V = Vítězství; R = Remízy; P = Prohry; VG = Vstřelené góly; OG = Obdržené góly; B = Body
- za výhru 2 body, za remízu 1 bod, za prohru 0 bodů.
- o vítězi ve skupině mezi Sampierdarenese a SPAL se odehrál dodatečný zápas.

#### Výsledková tabulka
|                 | Esperia | Sampierdarenese | SPAL |
| --------------- | ------- | --------------- | ---- |
| Esperia         | –       | 1:1             | 2:2  |
| Sampierdarenese | 1:0     | –               | 2:0  |
| SPAL            | 4:3     | 2:0             | –    |

#### Dodatečný zápas
| 1. květen 1922 | Sampierdarenese | 2 – 1 prodl. | SPAL | Milán |  |  |
|                |                 |              |      |       |  |  |
|                |                 |              |      |       |  |  |

## Finále
| 1. zápas 7. květen 1922 | Sampierdarenese | 0 – 0 | Novese | Sampierdarena |  |  |
|                         |                 |       |        |               |  |  |
|                         |                 |       |        |               |  |  |

| 2. zápas 14. květen 1922 | Novese | 0 – 0 | Sampierdarenese | Novi Ligure |  |  |
|                          |        |       |                 |             |  |  |
|                          |        |       |                 |             |  |  |

| 3. zápas 28. květen 1922 | Novese          | 2 – 1 prodl. | Sampierdarenese | Cremona |  |  |
|                          | Neri Gambarotta |              | Mura            |         |  |  |
|                          |                 |              |                 |         |  |  |

## Vítěz
| Prima Categoria Vítěz pro rok 1921/22 |
| ------------------------------------- |
| ASD Novese                            |
|                                       |